# سول س. سيغل
سول س. سيغل (بالإنجليزية: Sol C. Siegel)‏ هو منتج أفلام أمريكي، ولد في 30 مارس 1903 في نيويورك في الولايات المتحدة، وتوفي في 29 ديسمبر 1982 في لوس أنجلوس في الولايات المتحدة.

## وصلات خارجية
- سول س. سيغل على موقع IMDb (الإنجليزية)
- سول س. سيغل على موقع أول موفي (الإنجليزية)
- سول س. سيغل على موقع قاعدة بيانات الفيلم (الإنجليزية)